# Brachysipalia volans
Brachysipalia volans – gatunek chrząszcza z rodziny kusakowatych i podrodziny rydzenic.
Gatunek ten opisał po raz pierwszy w 1995 roku Roberto Pace na łamach „Revue suisse de Zoologie”. Jako lokalizację typową wskazano Mount Elgon w Kenii.
Chrząszcz o błyszczącym, wydłużonym w zarysie ciele długości 2,2 mm. Głowa jest ciemnoruda, bardzo płytko punktowana, pozbawiona siateczkowania. Czułki mają człony pierwszy rudy, a człony pozostałe rudobrązowe. Ciemnorude przedplecze ma powierzchnię bardzo płytko punktowaną i pozbawioną siateczkowania; na jego dysku występują cztery grubsze punkty. Również ciemnorude, niewiele od przedplecza krótsze pokrywy są pokryte sterczącymi ziarnistościami i zatartym siateczkowaniem. Kolor odnóży jest rudożółty. Odwłok jest ciemnorudy. Genitalia samicy przypominają te u B. franzi, różniąc się jednak wąskim i głębszym zakrzywieniem wierzchołkowym części dystalnej. 
Owad afrotropikalny, znany wyłącznie z Kenii. Spotkany na rzędnych 2700 m n.p.m.